# Rio Ji-Paraná
Rio Ji-Paraná är ett vattendrag i Brasilien.   Det ligger i delstaten Rondônia, i den centrala delen av landet, 1 800 km nordväst om huvudstaden Brasília.
I omgivningen kring Rio Ji-Paraná växer i huvudsak städsegrön lövskog. Området är nästan obefolkat, med mindre än två invånare per kvadratkilometer.